# Biodynamische kalender

Model van een biodynamische zaaikalender.

De biodynamische kalender is een kalender waarop de dagelijkse posities van de maan, zon en andere planeten zijn af te lezen, met de bedoeling dat de gebruiker activiteiten ontplooit in de perioden waarin de kosmos een gunstige invloed op die activiteiten heeft. Deze kalender werd vanaf halverwege de 20e eeuw door Maria Thun ontwikkeld als biodynamische zaai- en plantkalender voor de biodynamische landbouw, maar het heeft sindsdien ook in andere velden toepassingen gevonden.

## Werking
Volgens de leer van de biodynamische kalender zijn de kosmische effecten bepaald door de combinaties van de maanfase, haar klim in de hemel en haar afstand tot de aarde; de positie van sterrenbeelden in het heelal ten opzichte van de maan; en de locatie van de handeling ten opzichte van de zon, ofwel het tijdstip volgens de zonnekalender.

### Maanfases
Tijdens de wassende maan neemt het energie in organismen (met name planten) toe en piekt deze energie naarmate de volle maan bereikt wordt. Planten kunnen zich beter verweren tegen parasieten en ziektes en leven langer in een vaas, opslag, of silo. Planten die gedurende de wassende maan geoogst zijn geven meer energie aan hun consumenten. Compost is warmer en plantensappen die in deze fase gemaakt worden hebben een betere kwaliteit.
Tijdens de afnemende maan daarentegen neemt de vitaliteit van de planten af naarmate de nieuwe maan bereikt wordt, wat ten goede komt van hun intrinsieke energie: kleuren, geuren en smaken zijn dan geprononceerder. Ongeacht blijken (geoogste) planten in deze fase moeilijker houdbaar te zijn. Deze fase is gunstig voor conservering, het maken van jams en wijnbottelen. Insecticides en fungicides zijn eveneens effectiever in deze periode.

### Stijgende en dalende maan
Het moment in de siderische maand bepaalt of dat een maan stijgt of daalt. Gedurende de stijgende maan stijgen de vloeistoffen in organismen, met name planten, makkelijker. Er zit meer sap en activiteit in de bovengrondse delen van de planten. Deze periode is goed voor het enten van planten, plukken van sappige vruchten en beluchting van het terras. Aan de andere kant in de periode is het beter niet te snoeien, gras te drogen te leggen, stro te maken, of gras te maaien. In het laatste geval groeit het gras veel sneller terug.
Gedurende de dalende maan zakken de plantensappen makkelijker en bevindt de plantactiviteit zich vooral op wortelniveau in de grond. Dit is de juiste periode voor de oogst van wortelachtige gewassen, of gebladerte dat snel gedroogd dient te worden, snoeien, uitdunning van stekjes, grondbewerking, bewerken van het compost en hout zagen. Gemaaide grasveldjes wortelen beter houden het grond beter vast terwijl het gras langzamer teruggroeit.

### Afstand maan en aarde
De maan beweegt in een excentrische elliptische baan om de aarde met als gevolg dat er gedurende een syderische maand de maan een keer het apogeum (verste puntje van de aarde) en een keer het perigeum (dichtstbijzijnde puntje ten opzichte van de aarde) bereikt. Hoe dichter de maan bij de aarde is hoe groter zijn invloed op de wereld en met name de vegetatie. Het wordt afgeraden om de grond of planten te cultiveren op de dag dat de maan zich in het perigeum bevindt.
Volgens de praktische ervaringen is er geen waarneembaar effect van het moment dat de maan zich in het apogeum bevindt.

### Integratie in kalender
Deze factoren kunnen tot op de minuut nauwkeurig in de kalender tegen elkander uitgezet worden en hieruit worden vier steeds terugkerende periodes afgeleid waarin volgens de theorie van de biodynamische kalender bepaalde activiteiten onder gunstige omstandigheden uitgevoerd kunnen worden.

## Toepassingen

### Tuinbouw
In de tuinbouw zijn deze perioden onderscheiden naar type plantaardig product: vruchten en zaden (bonen, erwten, appels, tomaten, granen), wortelachtige producten (zoals wortel, radijs, selderij, ui, aardappel, asperge), bloemachtige producten (zoals artisjok, broccoli, bloemkool, bloemen) en bladgewassen (sla, basilicum, spinazie, prei, kool). Op basis van de kosmische variabelen kan voor elk van deze groepen het gunstigste moment voor planten en zaaien, cultiveren, en oogst bepaald worden:
- Gedurende de gele periode passeert de maan de dierenriemtekens die het element aarde vertegenwoordigen (stier, maagd, steenbok). Dat is de periode waarin energie naar de wortels en schors (of bast) van de planten gaat. Het is derhalve geschikt voor de cultivering van wortelachtige planten.
- In de groene periode passeert de maan de dierenriemtekens die het element water vertegenwoordigen (kreeft, schorpioen, vissen). Dat is de periode waarin energie naar de bladeren van de planten gaat. Het is derhalve geschikt voor de cultivering van bladgewassen.
- In de blauwe periode passeert de maan de dierenriemtekens die het element lucht vertegenwoordigen (tweeling, weegschaal, waterman). Dat is de periode waarin energie naar het bloemgedeelte van de planten gaat. Het is derhalve geschikt voor de cultivering van bloemachtigen.
- Tot slot, in de rode periode passeert de maan de dierenriemtekens die het element vuur vertegenwoordigen (ram, leeuw, boogschutter). Dat is de periode waarin energie naar het vruchten en zaden van de planten gaat. Het is derhalve geschikt voor de cultivering van vruchten- en zaadproducenten.